# Mohamed Bamba
Mohamed Bamba (* 10. Dezember 2001) ist ein ivorischer Fußballspieler.

## Karriere
Bamba begann seine Karriere beim Bouaké FC. Im Januar 2020 wechselte er nach Israel zum Zweitligisten Hapoel Ironi Rischon LeZion. Bis zum Ende der Saison 2019/20 kam er zu 14 Einsätzen in der Liga Leumit. In der Saison 2020/21 absolvierte er 27 Zweitligapartien, in denen er siebenmal traf. In der Saison 2021/22 kam er zu 21 Einsätzen und traf in diesen dreimal. In der Saison 2022/23 wurde der Angreifer mit 20 erzielten Toren in 36 Einsätzen Torschützenkönig der Liga Leumit.
Im Juli 2023 wechselte Bamba dann zum österreichischen Bundesligisten Wolfsberger AC, bei dem er einen bis Juni 2026 laufenden Vertrag erhielt. Sein Debüt in der Bundesliga gab er im August 2023, als er am dritten Spieltag der Saison 2023/24 gegen den SC Austria Lustenau in der 68. Minute für Florian Rieder eingewechselt wurde. Bis zur Winterpause kam er zu 15 Bundesligaeinsätzen, in denen er sechs Tore machte.
Bereits im Januar 2024 verließ Bamba die Kärntner wieder und wechselte nach Frankreich zum FC Lorient, bei dem er einen bis 2028 laufenden Vertrag erhielt. Mit einer kolportierten Ablösesumme von 5 Mio. Euro löste er Shon Weissman als teuersten Wolfsberg-Abgang in der Geschichte ab.